# Grutas de Longmen
As Grutas de Longmen encontram-se por entre duas montanhas, separadas pelo Rio Yishui, a 13 quilómetros ao sul da cidade de Luoyang, na Província de Henan, na República Popular da China. Compõe-se de cerca de 2 345 grutas que se estendem por um quilômetro, com mais de 100 000 estátuas de budas. A larga escala de construção demorou quase 150 anos nos períodos da Wei do Norte e da Dinastia Tang (618-907). Mais de 30% das grutas foram escavadas no período da Wei, 60% na Dinastia Tang e 10% em dinastias posteriores. 
As Grutas de Longmen não têm valor apenas religioso, mas também histórico, pois retratam a sociedade da época, a sua política, economia e cultura, formando um grande museu de esculturas em pedra. As grutas foram declaradas Património Mundial pela UNESCO em 2000.

## Algumas Grutas

### Gruta de Guyang
A Gruta de Guyang foi anteriormente construída entre as grutas de Longmen. Três estátuas de budas na parede do fundo, a maior com 6,12 metros de altura, fica no centro, com expressão magra, enquanto as outras duas, nos dois lados, como se fossem ministros. Segundo historiadores, as imagens de estátuas dessa gruta são um pouco diferentes de outras regiões, pois muito provavelmente, essas imagens copiaram o imperador Xiaowen da Dinastia Wei do Norte. 

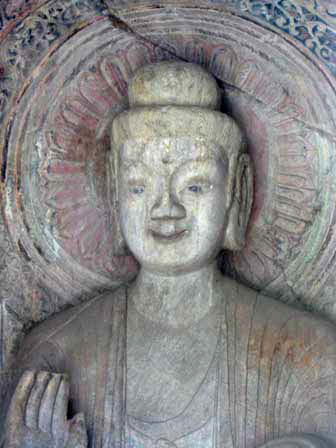
Buda Saquiamuni na Gruta de Binyang

As três estátuas estão especialmente dispostas em relação a outras estátuas da Gruta. Isso deve-se ao facto de terem construído estátuas no fundo e no tecto. O chão ainda foi explorado, compondo mais dois níveis, onde foram escavados mais de dez nichos com bons desenhos, decorações e estátuas de expressões vívidas. Dessas estátuas, destaca-se uma série de imagens de Saquiamuni contando a sua história desde o nascimento até a conversão em buda, sendo considerada a obra mais representativa entre as esculturas da Dinastia Wei do Norte. 

### Gruta de Binyang
A construção da Gruta de Binyang começou no ano 500 e foi concluída 24 anos depois. Porém, devido à situação caótica da corte imperial, foi construída apenas uma gruta central, enquanto outras duas, nos lados sul e norte, foram concluídas por dinastias posteriores. Esta gruta, de facto, é um palácio ou templo para budas, com estátuas completas, com decorações solenes e elegantes. 

### Gruta de Wanfo
Na Gruta de Wanfo, encontram-se mais de 15 000 esculturas de budas. Algumas são pequenas e possuem apenas alguns centímetros de altura. Na parede, as esculturas de músicos, com formas diferenciadas, retratam vividamente a cena artística da corte imperial da Dinastia Tang. 

## Galeria

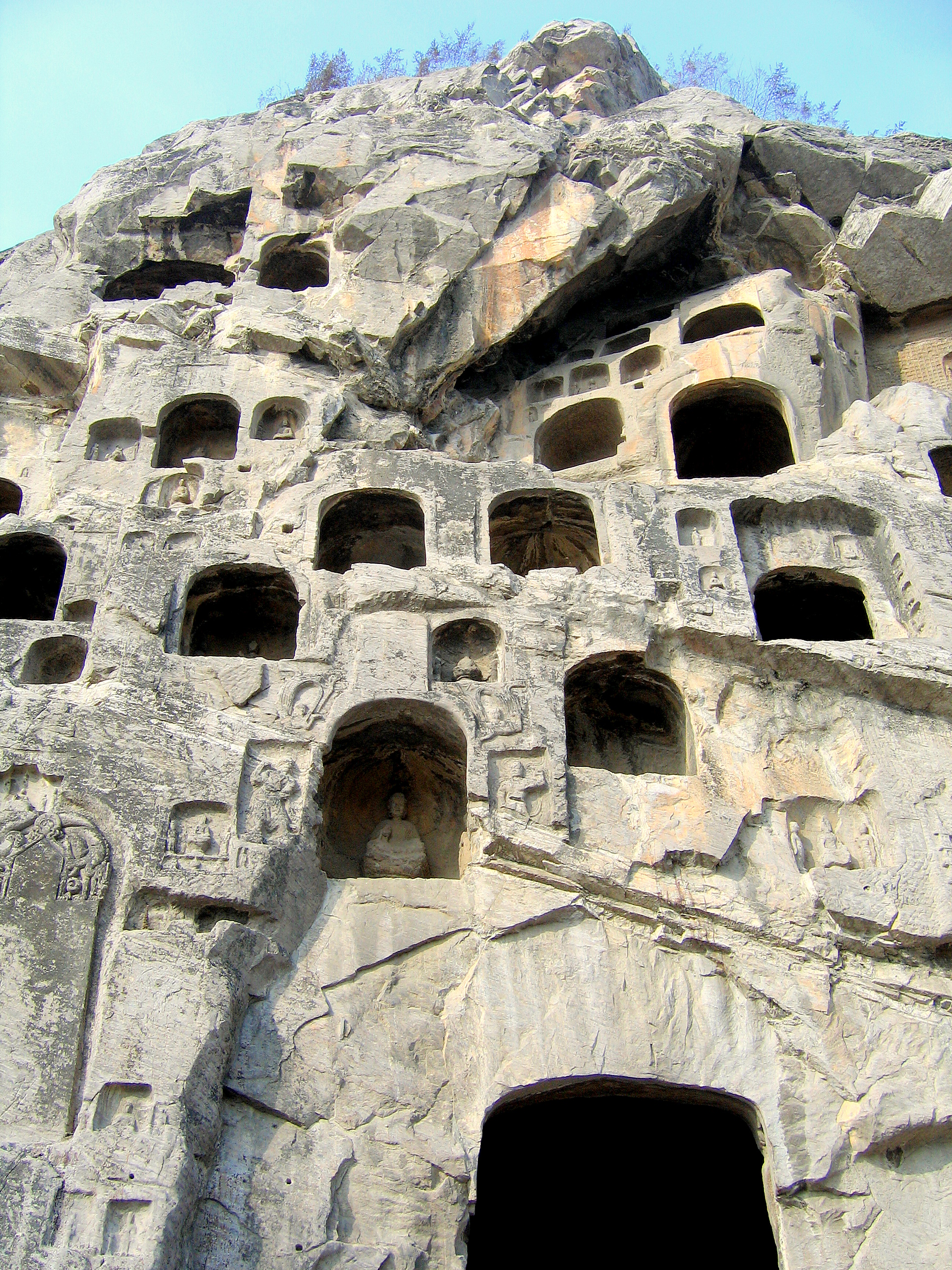
Exterior das grutas

## Ligações Externas
- (em inglês) Unesco - Grutas de Longmen